# Reserva natural Kune-Vain-Tale
La reserva natural Kune-Vain-Tale (en albanés: Rezervati Kunë-Vain-Tale) es un parque natural situado en el condado de Lezhë, en el delta del río Drin y frente al mar Adriático, en el norte de Albania. Tiene una superficie de 43,93 km². La reserva natural se creó en 2010 y abarca la isla Kunë, la laguna de Kunë-Vain, los bosques y varios ecosistemas. En particular, también ha sido identificada como zona importante para las aves por BirdLife International.
La reserva Kunë-Vain-Tale se encuentra dentro de los bosques caducifolios ilirios y los bosques mediterráneos y la ecorregión terrestre del bioma de bosques templados latifoliados y mixtos del Paleártico . El clima es típicamente mediterráneo. La reserva natural se caracteriza por su elevada vegetación y biodiversidad. Hay aproximadamente 277 especies de plantas. La fauna está representada por 341 especies; 23 especies de mamíferos, 196 de aves, 10 de anfibios, 59 de insectos y 58 de peces.
|  |  |  |